# Fichtennadelbad
Das Fichtennadelbad gehört im Bereich der Balneotherapie zu den Bädern mit pflanzlichen Zusätzen, in diesem Fall mit dem Zusatz von Fichtennadelextrakt oder Fichtennadelöl. Oftmals werden auch die zur balneotherapeutischen Anwendung eingesetzten, meist industriell gefertigten Badeprodukte als Fichtennadelbad bezeichnet.

## Historie und Produkte
In Deutschland wurden Fichtennadelbäder und -inhalationen schon im 19. Jahrhundert zur Behandlung von Rheumatismus und von chronischer Bronchitis angewendet.
Früher wurde für die Fichtennadelbäder der Fichtennadelextrakt frisch angesetzt. Die Herstellung des verwendeten Extraktes erfolgte durch Abkochen von Nadeln, Zweigen und den harzreichen Zapfen der Fichten. Von diesem Extrakt wurden eine halbe bis eine Tasse (ca. 150 g) einem Vollbad zugesetzt.
Seit vielen Jahrzehnten werden bevorzugt industriell gefertigte Extrakte verwendet oder fertige Zubereitungen in Form von Fichtennadelbadeöl oder -bademilch.
Bei der industriellen Herstellung von Fichtennadelbadezusatz wird zunächst aus den zerkleinerten Pflanzenteilen das ätherische Fichtennadelöl durch Wasserdampfdestillation herausgelöst. Dann werden durch Abkochen mit heißem Wasser die Extraktivstoffe gewonnen und durch Verdampfung eingedickt. Mit der Beimengung bestimmter Mengen des ätherischen Öls erhält man den so genannten Vollextrakt. Neben den Fichtennadelbädern mit Vollextrakt sind immer mehr Badezusätze, die ausschließlich ätherisches Fichtennadelöl oder Mischungen mit anderen ätherischen Ölen und weiteren Substanzen enthalten in den Vordergrund gerückt.
Einige industrielle Fichtennadelbadeprodukte, vor allem aus dem Schwarzwald, sind schon seit Anfang des 20. Jahrhunderts erhältlich. Da es bis 1961 in Deutschland kein Arzneimittelgesetz gab, waren es einfach Produkte des medizinischen Bedarfs. Später wurden diese Produkte als Arzneimittel zugelassen und fielen unter den Begriff Traditionelle pflanzliche Arzneimittel. Mittlerweile findet man diese Produkte im Verkauf beinahe ausschließlich als kosmetische Mittel.

## Wirkweise
Neben den Einflüssen auf den Kreislauf, Stoffwechsel und die Wärmeregulation, die durch die physikalischen Faktoren des Badewassers bedingt sind, hat das Fichtennadelbad noch weitere Wirkungen.
Als noch nicht ausreichend Erkenntnisse zur Wirkweise des Fichtennadelbades vorhanden waren, stand eine Reizwirkung durch im Extrakt vorhandene Gerbstoffe im Vordergrund. Daher wurde bei den einzusetzenden Produkten unterschieden zwischen Fichtennadel-Vollextrakt-Bädern mit 15 – 16 % Gerbstoffen, Lohtannin-Bädern mit 26 – 28 % Gerbstoffen und Fichtennadelholz-Bädern mit geringen Mengen an ätherischen Ölen. Eine solche, diskutierte Reizwirkung durch die Gerbstoffe ist bei intakter Haut pharmakologisch nicht begründbar.
Mittlerweile ist bekannt, dass die Wirksamkeit des Fichtennadelbades bei den angegebenen Indikationen auf die Wirkungen des ätherischen Fichtennadelöls zurückzuführen ist.
Fichtennadelöl wirkt durch die enthaltenen Monoterpene und Sesquiterpene antimikrobiell und lokal hyperämisierend. Eine bronchosekretolytische Wirkung konnte gezeigt werden. Zur äußerlichen Anwendung von Fichtennadelöl bei rheumatischen oder neuralgischen Schmerzzuständen liegt eine Positiv-Monographie der Kommission E des BfArM vor.

## Indikationen
Aufgrund der unter Wirkweise aufgeführten Wirkungen wird das Fichtennadelbad bei den folgenden Indikationen eingesetzt:
- Zur unterstützenden Behandlung von akuten und chronischen Erkrankungen der Luftwege
- Zur unterstützenden Behandlung bei Erkrankungen des rheumatischen Formenkreises im nicht akuten Stadium

Historisch wurden dem Fichtennadelbad vielerlei Heilwirkungen unterstellt. 
So gab es weitere, ungesicherte Einsatzgebiete wie z. B. bei Erschöpfungszuständen, klimakterischen Beschwerden, Schlafstörungen, Rekonvaleszenz oder neurovegetative Störungen.

## Dosierung & Kombinationen
Empfehlungen der Deutschen Gesellschaft für das Badewesen für Physikalische Heilbehandlungen geben an, dass mindestens 5 g ätherisches Fichtennadelöl je 200 L Bad eingesetzt werden sollen. 
Häufig wurde den Fichtennadelbädern mit Fichtennadelöl zusätzlich gereinigtes Terpentinöl oder α-Pinen hinzugegeben, um die hyperämisierende Wirkung der Bäder unterstützen.